# Subwoolfer
Subwoolfer – norweski duet muzyki pop założony w 2021. Zwycięzcy programu Melodi Grand Prix 2022 i reprezentanci Norwegii z utworem „Give That Wolf a Banana” w 66. Konkursie Piosenki Eurowizji w Turynie. 
Nazwa duetu to połączenie słów „subwoofer” (głośnik superniskotonowy, jeden z charakterystycznych symboli widzianych podczas występów duetu) i „wolf” (wilk). Do 2023 członkowie zespołu ukrywali swoją tożsamość i występowali pod pseudonimami „Keith” (Ben Adams) i „Jim” (Gaute Ormåsen). Na scenie występowali w czarnych garniturach z białymi koszulami z charakterystycznymi żółtymi maskami w kształcie głowy wilka oraz żółtymi rękawiczkami i krawatami o humorystycznym wydźwięku.

## Historia
10 stycznia 2022 norweski nadawca publiczny Norsk rikskringkasting (NRK) ujawnił, że członkowie zespołu Subwoolfer będą brali udział w finale programu Melodi Grand Prix 2022, norweskich eliminacji do 66. Konkursie Piosenki Eurowizji w Turynie. 19 lutego zwyciężyli w finale konkursu, zdobywając 368 106 głosów. Dzięki charakterystycznym ubiorom prawdziwe tożsamości duetu pozostały nieujawnione przez kolejne miesiące. Na potrzeby projektu wymyślili fikcyjną opowieść o swoim pochodzeniu, podając, że rozpoczęli karierę 4,5 mld lat temu na księżycu. Po prawie miesiącu od zwycięstwa zespołu w programie Melodi Grand Prix 2022 ich piosenka została odsłuchana ponad 4 mln razy w serwisie Spotify. 11 lutego 2022 wydali walentynkową wersję piosenki, „Give That Wolf a Romantic Banana”. 14 maja zajęli 10. miejsce w finale Eurowizji 2022. W tym okresie wydali trzy premierowe single: „Turin” (zainspirowany „Jolene” Dolly Parton), „Dragma” (zainspirowany „Baby” Justina Biebera) i „Space Kelly” (zainspirowany „Grace Kelly” Miki).
4 lutego 2023 roku wystąpili gościnnie z utworem „Worst Kept Secret” w finale Melodi Grand Prix 2023, a podczas występu ujawnili swoją tożsamość. Jednocześnie potwierdzili dalsze funkcjonowanie zespołu mimo ujawnienia większości z jego fundamentalnej tajemnicy.

## Dyskografia
Single
| Rok  | Piosenka                                                 | Najwyższe pozycje na listach | Najwyższe pozycje na listach | Najwyższe pozycje na listach | Najwyższe pozycje na listach | Najwyższe pozycje na listach | Najwyższe pozycje na listach | Najwyższe pozycje na listach | Najwyższe pozycje na listach | Najwyższe pozycje na listach | Najwyższe pozycje na listach | Album |
| Rok  | Piosenka                                                 | NOR                          | AUS (Dig.)                   | AUT                          | GRE                          | NLD                          | IRL                          | ISL                          | LTU                          | SWE                          | UK                           | Album |
| ---- | -------------------------------------------------------- | ---------------------------- | ---------------------------- | ---------------------------- | ---------------------------- | ---------------------------- | ---------------------------- | ---------------------------- | ---------------------------- | ---------------------------- | ---------------------------- | ----- |
| 2022 | „Give That Wolf a Banana”                                | 4                            | 33                           | 67                           | 42                           | 54                           | 59                           | 3                            | 10                           | 13                           | 47                           | –     |
| 2022 | „Give That Wolf a Romantic Banana”                       | –                            | –                            | –                            | –                            | –                            | –                            | –                            | –                            | –                            | –                            | –     |
| 2022 | „Melocoton (The Donka Donk Song)”                        | –                            | –                            | –                            | –                            | –                            | –                            | –                            | –                            | –                            | –                            | –     |
| 2022 | „Howling”                                                | –                            | –                            | –                            | –                            | –                            | –                            | –                            | –                            | –                            | –                            | –     |
| 2022 | „Having Grandma Here For Christmas”                      | –                            | –                            | –                            | –                            | –                            | –                            | –                            | –                            | –                            | –                            | –     |
| 2023 | „Worst Kept Secret”                                      | –                            | –                            | –                            | –                            | –                            | –                            | –                            | –                            | –                            | –                            | –     |
| 2023 | „–” oznacza, że singel nie był notowany na danej liście. |                              |                              |                              |                              |                              |                              |                              |                              |                              |                              |       |